# Рінгтаун (Пенсільванія)
Рінгтаун (англ. Ringtown) — місто (англ. borough) в США, в окрузі Скайлкілл штату Пенсільванія. Населення — 721 особа (2020).

## Географія
Рінгтаун розташований за координатами 40°51′23″ пн. ш. 76°14′6″ зх. д. / 40.85639° пн. ш. 76.23500° зх. д. (40.856511, -76.235040).  За даними Бюро перепису населення США в 2010 році місто мало площу 1,14 км², уся площа — суходіл.

## Демографія
Згідно з переписом 2010 року, у селищі мешкало 818 осіб у 346 домогосподарствах у складі 238 родин. Густота населення становила 719 осіб/км².  Було 378 помешкань (332/км²).
Расовий склад населення:
| - 98,8 % — білих - 0,2 % — чорних або афроамериканців - 0,1 % — азіатів |

До двох чи більше рас належало 0,5 %. Частка іспаномовних становила 0,9 % від усіх жителів.
За віковим діапазоном населення розподілялося таким чином: 20,4 % — особи молодші 18 років, 61,3 % — особи у віці 18—64 років, 18,3 % — особи у віці 65 років та старші. Медіана віку мешканця становила 44,8 року. На 100 осіб жіночої статі у селищі припадало 92,9 чоловіків;  на 100 жінок у віці від 18 років та старших — 89,2 чоловіків також старших 18 років.
Середній дохід на одне домашнє господарство  становив 57 396 доларів США (медіана — 48 906), а середній дохід на одну сім'ю — 65 838 доларів (медіана — 60 833). Медіана доходів становила 38 393 долари для чоловіків та 35 179 доларів для жінок. За межею бідності перебувало 11,8 % осіб, у тому числі 27,0 % дітей у віці до 18 років та 2,8 % осіб у віці 65 років та старших.
Цивільне працевлаштоване населення становило 315 осіб. Основні галузі зайнятості: виробництво — 33,0 %, освіта, охорона здоров'я та соціальна допомога — 18,1 %, роздрібна торгівля — 12,7 %, транспорт — 9,5 %.